# Чемпионская Серия Лиги
Чемпионская Серия Лиги (англ. League Championship Series) - полуфинальный раунд плей-офф Главной Лиги Бейсбола, по итогам которого определяется чемпион лиги. Право участия в чемпионских сериях получают победители Серий дивизионов.
Победитель Чемпионской серии Американской лиги встречается с победителем Чемпионской серии Национальной лиги в Мировой Серии, которая длится до 4 побед.

## История
Чемпионские серии лиги были впервые проведены в сезоне 1969, когда обе (Американская и Национальная) лиги были расширены (с 10 до 12 команд) и разделены на два дивизиона. Участниками Чемпионской серии становились победители дивизионов по итогам регулярного сезона.

В течение первых 16 сезонов Чемпионские серии проводились до 3 побед (максимум 5 игр) в формате 2-3, при котором команда, не имеющая преимущество дополнительной домашней игры, проводила первые 2 игры дома и оставшиеся 3 (если возникала необходимость) на выезде.

Таким образом, с одной стороны, такая команда не имела возможность выиграть серию в домашнем матче, с другой гарантированно проводила все (2) домашние игры независимо от длины серии. 
Начиная с сезона 1985 продолжительность серии была увеличена - необходимы 4 победы (максимум 7 игр). Новый формат - 2-3-2, который предполагает, что команда, имеющая преимущество дополнительной домашней игры, проводит первые 2 игры дома, затем 3 в гостях и заканчивает серию (при необходимости) также двумя домашними играми.

Начиная с сезона 1995 участниками Чемпионской серии становятся победители Серий дивизионов (серии дивизионов были также проведены в сезоне 1981  вследствие забастовки игроков и изменений в структуре сезона).
Первоначально преимущество дополнительной домашней игры предоставлялось дивизионам на основе ежегодной ротации.

Начиная с сезона 1998 преимущество дополнительной домашней игры предоставляется командам, показавшим лучший результат по итогам регулярного сезона. При этом команда, попавшая в плей-офф через уайлд-кард, это преимущество получить не может.
По состоянию на 2018 год каждая из 30 команд как минимум однажды участвовала в чемпионской серии лиги.